# Laîche glauque
Carex flacca
Espèce
Classification APG III (2009)
La Laîche glauque (Carex flacca) est une espèce de plantes vivaces de la famille des Cyperaceae.

## Habitats
Elle pousse dans de nombreux endroits: les prés, les landes, les dunes et les pelouses sablonneuses du littoral européen et d'Afrique du Nord. Elle est naturalisée en Amérique du Nord.

## Description
Elle mesure de 10 à 60 cm de haut. Les feuilles sont vertes sur le dessus, glauques sur le dessous. Elle fleurit d'avril à juin suivant les endroits.
La plupart des tiges ont deux épis mâles à leur sommet, souvent proches et semblant ne faire qu'une au premier coup d'œil. Les épis femelles sont généralement situés en dessous, aussi par deux, et peuvent être à pétiole court et droit, ou à plus long pétiole et courbés. Les épis femelles font environ 2 à 4 cm de long et 4 à 6 mm de large. Les grains sont arrondis mesurant 2 à 2 ½ mm, avec un bec très court, de moins de 0,3 mm. Ils sont très serrés sur la tige et non éparpillés comme sur Carex panicea.
Les bractées les plus basses sont presque aussi longues que l'inflorescence.

## Liste des sous-espèces
Selon World Checklist of Selected Plant Families (WCSP) (25 déc. 2010) :
- Carex flacca subsp. erythrostachys (Hoppe) Holub (1988)
- Carex flacca subsp. flacca

## Synonymes
- Carex acuminata Willd.
- Carex bulbosa Drejer
- Carex clavaeformis Hoppe
- Carex cuspidata Host
- Carex erythrostachys Hoppe
- Carex flacca subsp. claviformis (Hoppe) C.Vicioso
- Carex flacca subsp. cuspidata (Host) C.Vicioso
- Carex flacca subsp. serrulata (Biv. ex Spreng.) Greuter
- Carex flacca var. acuminata (Willd.) C.Vicioso
- Carex flacca var. basigyna Beck
- Carex flacca var. bulbosa (Drejer) C.Vicioso
- Carex flacca var. erythrostachys (Hoppe) C.Vicioso
- Carex flacca var. laxiflora (Schur) C.Vicioso
- Carex flacca var. leiocarpa (Willk.) C.Vicioso
- Carex flacca var. silvatica (Asch. & Graebn.) C.Vicioso
- Carex flacca var. thuringiaca (Willd.) C.Vicioso
- Carex glauca var. cuspidata (Host) C.Vicioso
- Carex glauca var. leiocarpa Willk.
- Carex glauca var. serrulata (Biv. ex Spreng.) Husn.
- Carex glauca var. sylvatica Asch. & Graebn.
- Carex glauca Scop.
- Carex serrulata Biv. ex Spreng.
- Carex thuringiaca Willd[2].